# Jan Schröder (juriste)
Ne doit pas être confondu avec Jan Schröder (amiral).
Jan Schröder (né le 28 mai 1943 à Berlin) est un juriste allemand.

## Biographie
Il est le fils de l'ancien ministre des Affaires étrangères Gerhard Schröder (1910-1989) et son épouse Brigitte Schröder (1917-2000). Schröder étudie le droit à Tübingen, Bonn, Munich et Hambourg. En 1969 et 1972, il réussit les examens juridiques d'État. Il obtient son doctorat à Hambourg en 1969 avec Eberhard Schmidhäuser et son habilitation à Bonn en 1978 avec Gerd Kleinheyer. En 1982, il se voit offrir une chaire de droit civil et d'histoire du droit à l'Université de la Ruhr à Bochum. De 1989 à 2009, il occupe la chaire d'histoire du droit allemand et de droit civil à la faculté de droit de l'Université de Tübingen. En 2009, il prend sa retraite.
Ses recherches portent sur l'histoire juridique moderne. Il est co-rédacteur en chef de la Zeitschrift für Neuere Rechtsgeschichte (de) de 2001 à 2010 et est membre à part entière de l'Académie des sciences et de la littérature de Mayence. Il reçoit un doctorat honorifique de l'Université de Stockholm en 2003.

## Travaux
- Wissenschaftstheorie und Lehre der 'praktischen Jurisprudenz' auf deutschen Universitäten an der Wende zum 19. Jahrhundert. Klostermann, Frankfurt am Main 1979,  (ISBN 3-465-01379-4).
- Justus Möser als Jurist. Heymanns, Köln etc. 1986,  (ISBN 3-452-20654-8).
- Rechtswissenschaft in der Neuzeit. Geschichte, Theorie, Methode. Ausgewählte Aufsätze 1976–2009. Mohr Siebeck, Tübingen 2010,  (ISBN 978-3-16-150336-8).
- Rechtswissenschaft in Diktaturen: Die juristische Methodenlehre im NS-Staat und in der DDR. C. H. Beck, München 2016,  (ISBN 978-3-406-69606-0).
- Deutsche und europäische Juristen aus neun Jahrhunderten. Eine biographische Einführung in die Geschichte der Rechtswissenschaft. (Hrsg., zusammen mit Gerd Kleinheyer) 6. Auflage, Mohr Siebeck, Tübingen 2017,  (ISBN 978-3-8252-4526-9) (UTB Band 578).
- Recht als Wissenschaft. Geschichte der juristischen Methodenlehre in der Neuzeit (1500–1990). 3. Auflage, 2 Bände, C. H. Beck, München 2021,  (ISBN 978-3-406-76089-1).